# Heinkel Lerche
Heinkel Lerche (‘alondra’ en alemán) fue el nombre de un conjunto de estudios de viabilidad realizados en Alemania por la compañía de diseño de aeronaves Heinkel en los años 1944 y 1945 para el desarrollo de un revolucionario avión de ataque a tierra y caza con capacidad de despegue y aterrizaje verticales (VTOL por sus siglas en inglés). 

## Diseño y desarrollo
Este caza / interceptor se basó en un diseño anterior, el Heinkel Wespe. Reiniger, ingeniero de la empresa Heinkel en Viena, comenzó el trabajo de diseño el 25 de febrero de 1945 y terminó el diseño de 8 de marzo de 1945. 
El Lerche fue un diseño primitivo de coleóptero. Despegaría y aterrizaría sobre su cola pero volando horizontalmente como un avión convencional. El piloto iría situado en el morro de la aeronave, de pie en el momento de despegue y tumbado durante el vuelo. Y lo más extraordinario es que sería propulsado por dos hélices contrarrotativas encapsuladas en un ala circular con forma de dónut. El armamento consistía en dos cañones MK 108 de 30 mm.
Este diseño notablemente futurista comenzó a ser desarrollado en 1944 y fue concluido en marzo de 1945. Los principios aerodinámicos del ala anular eran bastante fiables, pero la propuesta se enfrentó con toda una serie de problemas de control y fabricación sin resolver que harían el proyecto muy poco viable incluso si no fuera por la escasez de materiales en la Alemania Nazi a finales de la Segunda Guerra Mundial.
Un proyecto hermano fue el Heinkel Wespe, una versión ligeramente más pequeña que en lugar de dos rotores, contaba con un turbohélice.

## Especificaciones (Lerche II)

### Características generales
- Tripulación: 1 piloto
- Longitud: 10 m
- Envergadura: 4,55 m
- Superficie alar: 12 m²
- Peso cargado: 5.600 kg
- Planta motriz: 2× motor V12 Daimler-Benz DB 603 o Daimler-Benz DB 605..
  - Potencia: unos 2.000 - 2.400 HP cada uno.
- Hélices: 2× hélices contrarrotativas

### Rendimiento
- Velocidad máxima operativa (Vno): 750-800 km/h a 6.000 m

### Armamento
- Cañones: 2× MK 108 de 30 mm

### Aeronaves similares
- Convair XFY
- Lockheed XFV

### Listas relacionadas
- Anexo:Proyectos y prototipos de aeronaves de Alemania en la Segunda Guerra Mundial